# Лазарук Віктор Антонович
Віктор Антонович Лазарук (нар. 3 листопада 1933, с. Дубове, сучасна Волинська область) — український письменник. Член Національної спілки письменників України.
Закінчив філологічний факультет Львівського державного університету ім. І. Франка. Працював учителем, був на журналістській роботі. Автор збірок поезій «Синь озерна», «Музика верховіть», «Швацькі озера», «Озерний дзвін», «Глаголи землі», «Літораль», книжок нарисів, статей «Сині очі Волині», «Вікна», роману-есе у 2-х томах «Світязь».
Лауреат премії імені А. Кримського.